# Singorejo
Singorejo is een bestuurslaag in het regentschap Demak van de provincie Midden-Java, Indonesië. Singorejo telt 1476 inwoners (volkstelling 2010).